# Кеја (Валча)
Кеја (рум. Cheia) насеље је у Румунији у округу Валча у општини Бајиле Оланешти. Oпштина се налази на надморској висини од 469 m.

## Становништво
Према подацима из 2002. године у насељу је живело 1113 становника, од којих су сви румунске националности.